# 길 (1954년 영화)
《길》(이탈리아어: La Strada)은 페데리코 펠리니 감독, 줄리에타 마시나, 앤서니 퀸, 리처드 베이스하트 주연의 이탈리아 영화이다. 1954년 흑백으로 제작되었다.
펠리니는 《길》에 대해 “내 신화적 세계관의 완성된 카달로그이자, 그 이전에는 전혀 도달할 수 없었던 내 정체성의 위험한 발현”이라고 회상하였다.

## 줄거리
홀어머니와 여동생들과 함께 외딴 마을에서 가난하게 살고 있는 젤소미나. 그녀의 언니 로사는 일찍이 잠파노라는 떠돌이 차력사의 조수가 되어 길을 떠났다가 죽었다. 이제 잠파노가 다시 찾아와 로사의 역할을 할 여자를 구하자, 젤소미나의 엄마는 1만 리라를 받고 딸을 보낸다. 잠파노는 전국을 돌아다니며 쇠사슬을 가슴으로 끊는 묘기를 보여주고 돈을 받았다. 잠파노는 젤소미나에게 광대 노릇을 하며 북을 치게 시킨다. 모자란 젤소미나가 잘 해내지 못하자 잠파노는 매를 때리며 젤소미나를 가르쳤다.
결국 잠파노에게 질린 젤소미나는 달아나 인근 마을로 도망갔다가, '나무도장(Il Matto)'이라는 또 다른 거리 공연자를 만난다. 나무도장은 지라타 서커스라는 유랑 서커스에서 일하고 있었다. 잠파노는 지라타 서커스와 계약을 하고 한동안 서커스에서 공연을 하는데, 잠파노가 차력쇼를 할 때마다 나무도장이 비웃고 장난을 쳤고 둘 사이가 나빠졌다. 어느 날 나무도장은 젤소미나에게 나팔 부는 법을 알려주고 자신의 조수가 되지 않겠느냐고 유혹했다. 잠파노가 나타나 막으려 하자 나무도장은 잠파노에게 물을 끼얹었고, 화가 난 잠파노가 칼을 빼들고 나무도장을 쫓다가 그만 경찰에 붙들려 잡혀가고 만다. 그러자 서커스는 그들을 내버리고 떠나려고 하고 젤소미나는 자신을 잘 대해줬던 서커스를 따라갈지, 잠파노에게 계속 남아있을지 고민한다. 그날 밤, 아무 데도 쓸모없는 자신의 처지를 비관하는 젤소미나에게 나무도장은, '세상에 하찮은 돌멩이라도 쓸모가 있으며, 너도 마찬가지다'라고 말해준다. 젤소미나는 다음날 유치장에서 나오는 잠파노를 맞이하고 다시 길을 떠난다.
두 사람은 어느 수녀원에 묵게 된다. 젤소미나는 나팔을 불어 수녀의 호감을 얻는다. 젤소미나가 떠돌이라고 소개하자 수녀는 자신들도 어딘가에 정을 붙이지 않기 위해 여러 수녀원을 돌아다닌다고 말해준다. 그날 밤 헛간에서 잠을 자다가 젤소미나는 은 장신구를 훔치려는 잠파노를 발견하고 그를 막는다.
그들은 다시 길을 가던 중 인적 없는 갓길에서 펑크난 차 바퀴를 갈고 있는 나무도장과 재회한다. 잠파노는 자신을 또 다시 놀리는 나무도장에게 주먹을 날렸는데, 나무도장은 그저 손목시계가 망가졌다며 불평하더니 쓰러지고는 그대로 죽어버린다. 젤소미나는 충격에 울부짖고, 잠파노는 당황하다가 다시 잡혀들어갈 순 없다며 나무도장의 시체를 냇가 동굴에 유기하고 차를 폭파시킨다. 그 사건 이후, 젤소미나는 쇼크로 완전히 미쳐버려서 일도 식사도 하지 않고 잠파노를 두려워 한다. 잠파노는 먹고 살기 위해선 어쩔 수 없는 일이었다고 하소연한다. 그러나 젤소미나가 나아지지 않자, 결국 잠이 든 그녀를 버려두고 혼자 길을 떠나 버린다.
몇 년이 지나 잠파노는 어느 대형 서커스에 합류해서 공연을 하고 있다. 산보를 하던 중 마을 여인이 옛날 젤소미나의 나팔곡을 흥얼거리는 걸 듣고, 잠파노는 깜짝 놀라 누구에게 그것을 배웠느냐고 묻는다. 여인은 오래 전 바닷가에서 만난 어느 미친 여자에게서 배웠다고 하며, 그 여자는 결국 병들어 죽었다고 말한다. 그날 밤 잠파노는 술을 들이켜고 바닷가를 배회하면서, 참회의 눈물을 흘리며 오열한다.

## 출연

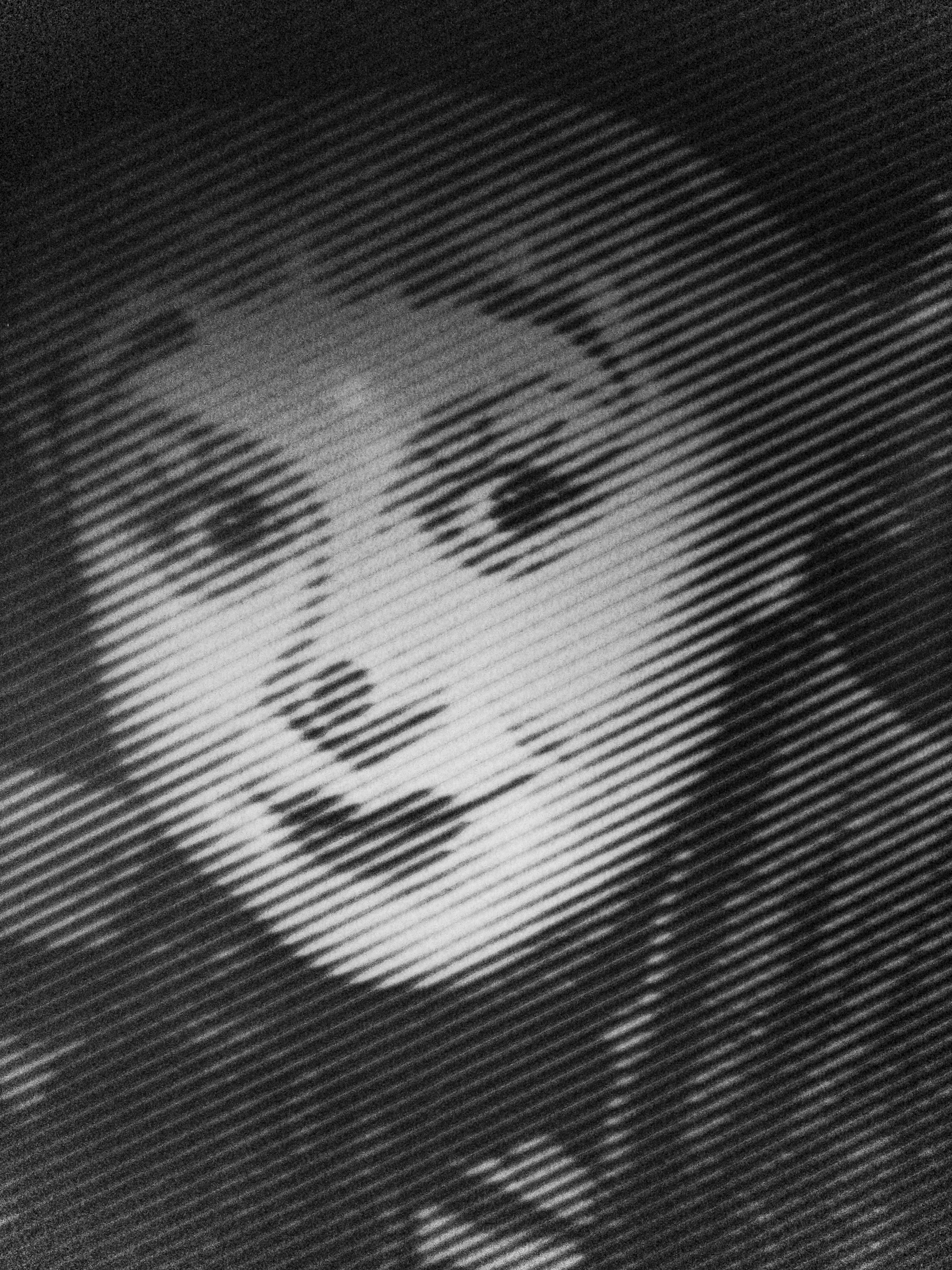
광대 젤소미나로 분장한 줄리에타 마시나의 얼굴.

- 줄리에타 마시나 - 젤소미나(Gelsomina)
- 앤서니 퀸 - 잠파노(Zampanò)
- 리처드 베이스하트 - 나무도장(Il Matto)
- 알도 실바니 - 지라파 씨(Il Signor Giraffa)
- 마르첼라 로베레 - 과부
- 리비아 벤투리니 - 수녀

## 한국어 더빙 성우진

### SBS (1992년 11월 1일)
- 이치우 - 잠파노(앤서니 퀸)
- 성병숙 - 젤소미나(줄리에타 마시나)
- 남궁윤 - 나자레노(리처드 베이스하트)
- 신세인 - 서커스 단장(알도 실바니)
- 정민희 - 젤소미나의 엄마(애나 프리뮬러)
- 한수경 - 서커스 단원(추리에토 마시바)
- 유명숙 - 위도우(마르셀라 로베나) / 수녀(리비아 벤투리니)
- 유영환 - 술집 남성(구스타보 조르지)
- 최문자 - 술집 여성(조바나 갈리)
- 홍시호 - 결혼식 하객(피에트로 세카렐리)

### KBS (1998년 4월 12일)
- 이치우 - 잠파노 (앤서니 퀸)
- 성병숙 - 젤소미나 (줄리에타 마시나)
- 장정진 - 마토 (리처드 베이스하트)
- 정민희
- 정기항
- 성선녀
- 김새영
- 김창주
- 신흥철
- 정옥주
- 차명화
- 김소형

## 감상
펠리니의 출세 작품이다. 네오 리얼리즘의 수법을 사용하면서, 백치 여인이 내부에 간직하고 있는 맑은 혼을 통해 인간의 고독을 묘사하여 현대인과 신(神)의 문제를 제기한다. 펠리니의 아내인 마시나의 연기와 니노로타의 음악이 널리 알려졌다.

## 같이 보기
- 제29회 아카데미상 외국어영화상 출품작 목록